# ساندرا بلاكسلي
ساندرا بلاكسلي (بالإنجليزية: Sandra Blakeslee)‏ هي كاتبة علم أمريكية، ولدت في 1943.

## وصلات خارجية
- الموقع الرسمي